# Зупан, Миха
Миха Зупан (словен. Miha Zupan, 13 сентября 1982, Крань) — словенский баскетболист, выступавший на позиции тяжёлого форварда (иногда — центрового), игрок сборной Словении (2004—2015). Является первым глухим баскетболистом, игравшим в Евролиге.

## Биография
Миха Зупан родился глухим. В детстве, занимаясь в спецшколе для неслышащих детей, научился разговаривать, увлекался футболом и волейболом. В баскетбол пришёл в 14 лет после знакомства во время игры на школьном дворе с детским тренером Яни Персичем. Несмотря на врождённую глухоту и операцию на колене, спровоцированную быстрым ростом, Миха неуклонно прогрессировал и уже с 16 лет играл за национальную сборную в соревнованиях для инвалидов по слуху, а в 2000 году подписал контракт с клубом первой словенской лиги — «Слованом» из Любляны и получил вызов в молодёжную сборную страны. Спортсмен научился читать по губам, впоследствии стал пользоваться слуховым аппаратом. По словам Владимира Гомельского, «у него тот случай, когда за барабанной перепонкой нерв не умер окончательно, и аппарат позволяет ему передавать в мозг хоть какие-то колебания; он хотя бы воспринимает громкость».
В 2004 году Миха Зупан играл в Матче звёзд словенской лиги, завоевав приз MVP и победив в конкурсе слэм-данков. В сезоне-2005/06 во второй раз вошёл в состав участников Матча звёзд и имел хорошую статистику в регулярных играх «Слована»: в чемпионате Словении он набирал в среднем 11,5 очка и совершал 4,4 подбора за матч, а в Адриатической лиге, проводя на площадке в среднем по 23 минуты за матч, — 13,2 очка и 3,9 подбора. Следствием успешного сезона стало приглашение в сильнейший клуб страны — «Олимпию».
Подписав контракт с «Олимпией», Миха не аннулировал соглашение с прежним клубом, из-за чего возникла длительная судебная тяжба, завершившаяся только к марту 2007 года. 24 октября того же года Зупан дебютировал за «Олимпию» в Евролиге в матче против итальянской «Сиены» и стал первым глухим баскетболистом, принявшим участие в главном кубковом турнире Старого Света. Проиграв итальянцам, «Олимпия» в двух следующих турах сенсационно повергла греческий «Олимпиакос» и российский ЦСКА, но выйти в Топ-16 всё-таки не смогла. Сезон-2008/09 Зупан также провёл в «Олимпии», второй год подряд собрав все титулы на внутренней арене (чемпионат, Кубок и Суперкубок Словении), и выступал в Евролиге, набирая в среднем за матч 6,8 очка и делая 4,6 подбора.
В сезоне-2009/10 Миха Зупан играл за греческую «Трикалу-2000», затем подписал двухлетний контракт с петербургским «Спартаком». В составе российской команды он завоевал Кубок страны и играл «Финалах четырёх» двух евротурниров — Кубка вызова в Остенде в мае 2011 года и Кубка Европы в Химках в апреле 2012 года. Начиная с сезона-2012/13, Зупан играл в турецких клубах, с января 2016 года защищал цвета румынской «Оради», в составе которой выиграл чемпионат страны, затем выступал за турецкий «Афьонкарахисар Беледиеспор». В июле 2017 года подписал контракт со словенским клубом «Гелиос Санз» (Домжале), но сыграл за эту команду только четыре игры и в январе 2018 года перебрался в Иран, где стал выступать за «Нафт» (Абадан). В сезоне-2019/20 завершил игровую карьеру в люблянском «Словане».
В сборной Словении Миха Зупан дебютировал в сентябре 2004 года в отборочном турнире Евробаскета. В 2010 и 2014 годах принимал участие на чемпионатах мира, в 2015 году — на чемпионате Европы.
На протяжении долгих лет он также являлся ключевым игроком и капитаном сборной Словении, составленной из баскетболистов с нарушениями слуха. В её составе он дважды становился победителем чемпионатов Европы (в 2004 году в Любляне и в 2012-м в Конье), серебряным призёром европейского первенства-2008 в Бамберге, серебряным призёром Сурдлимпийских игр 2001 года в Риме и 2005 года в Мельбурне. Международный комитет спорта глухих признал его лучшим спортсменом по итогам 2010 года.

## Достижения
- Чемпион Словении (2007/08, 2008/09).
- Серебряный призёр чемпионатов Словении (2004/05, 2005/06, 2006/07).
- Обладатель Кубка Словении (2008, 2009).
- Обладатель Суперкубка Словении (2007, 2008, 2009).
- Обладатель Кубка России (2010/11).
- Чемпион Румынии (2015/16).